# Giro del Piemonte 1985
Il Giro del Piemonte 1985, settantatreesima edizione della corsa, si svolse il 10 ottobre 1985 su un percorso di 184 km. La vittoria fu appannaggio del francese Charles Mottet, che completò il percorso in 4h19'51", precedendo lo svizzero Urs Zimmermann ed il britannico Robert Millar.
Sul traguardo di Novara 104 ciclisti, su 184 partiti dalla medesima località, portarono a termine la competizione. 

## Ordine d'arrivo (Top 10)
| Pos. | Corridore        | Squadra           | Tempo    |
| ---- | ---------------- | ----------------- | -------- |
| 1    | Charles Mottet   | Renault-Elf       | 4h19'51" |
| 2    | Urs Zimmermann   | Carrera-Inoxpran  | s.t.     |
| 3    | Robert Millar    | Peugeot-Shell     | a 6"     |
| 4    | Alfio Vandi      | Dromedario        | s.t.     |
| 5    | Mario Beccia     | Malvor-Bottecchia | s.t.     |
| 6    | Marino Lejarreta | Alpilatte-Olmo    | s.t.     |
| 7    | Giuseppe Petito  | Ariostea-Benotto  | a 18"    |
| 8    | Jens Veggerby    | Lega F.C.I.       | s.t.     |
| 9    | Philippe Leleu   | La Vie Claire     | s.t.     |
| 10   | Sean Kelly       | Skil-Sem-KAS      | s.t.     |